# Religiose francescane dell'Immacolata Concezione (Valencia)
Le Religiose Francescane dell'Immacolata Concezione (in spagnolo Religiosas Terciarias Franciscanas de la Inmaculada Concepción) sono un istituto religioso femminile di diritto pontificio: le suore di questa congregazione pospongono al loro nome la sigla H.F.I.

## Storia

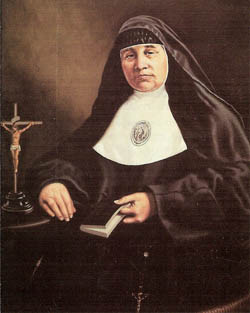
Francisca Pascual Domenech, fondatrice della congregazione

Le origini della congregazione risalgono a un beaterio di terziarie francescane sorto a Valencia nel XIII secolo. Nel 1873 vi abbracciò la vita religiosa Francisca Pascual Domenech (suor Francesca della Concezione) che, eletta superiora, riformò la comunità orientandola all'apostolato attivo e trasformò il beaterio in congregazione religiosa: il nuovo istituto fu inaugurato il 27 febbraio 1876.
La congregazione ottenne il pontificio decreto di lode il 26 agosto 1898 e le sue costituzioni furono approvate definitivamente il 9 aprile 1902. L'istituto è aggregato all'ordine dei frati minori dall'8 luglio 1926.

## Attività e diffusione
Le suore si dedicano particolarmente all'istruzione e all'educazione cristiana di ciechi e sordomuti.
Oltre che in Spagna, sono presenti in Cile, Kenya, Honduras, India, Italia, Marocco, Perù, Portogallo, Porto Rico e Venezuela; la sede generalizia è a Valencia.
Alla fine del 2008 la congregazione contava 384 religiose in 63 case.